# Pavao Petričević
Pavao Petričević (Stari Mikanovci, 24. kolovoza 1952.) hrvatski je profesor matematike u mirovini, romanopisac, dramski redatelj i bivši ratni zapovjednik 109. vinkovačke brigade. Autor je romana i kazališnih predstava s temama iz Domovinskog rata.

## Djela

### Romani
- Križevi i ruže, Vinkovci, 2002. Vlastita naklada. Tisak Zebra, Vinkovci, 3 izdanja. Urednica dr. sc. Anica Bilić.[3] Prvo je Petričevićevo književno djelo o šokačkoj priči o ljubavi, radu i životu u Mikanovcima iz prvih desetljeća dvadesetog stoljeća.
  - Prijevod na mađarski Stjepan Blažetin, Pečuh, 2008.
  - Dobitnik Povelje uspješnosti na Dani Josipa i Ivana Kozarca 2002.

- Zamah leptirovih krila, Vinkovci, 2013. Nakladnik Privlačica. Tisak Pauk, Ilača. Urednik Miroslav S. Mađer. Roman na oko 500 stranica opisuje život u socijalističkim radnim zadrugama od 1948. do 1952. godine.

- Bílā kuća, nakladnik Certis d.o.o., Cerna, 2019., urednica Marija Tovilo. Roman je cijeli pisan u šokačkom dijalektu, a radnja je smještena u prvu polovicu devetnaestog stoljeća. Obrađuje Mikanovce u vremenu 1800. godine kada su imali 100 kuća i 1000 stanovnika.

- Uoči Bartolova ratni je roman koji obrađuje događanja iz Domovinskog rata 1991. i 1992. godine na području bivših općina Vinkovci i Vukovar kroz priče iz 1. bojne 109. vinkovačke brigade.[4] Glavni događaji romana su zarobljavanje vojnog vlaka u Mikanovcima, šuma Durgutovica, Dom tehnike i Internat u Borovu Naselju i obrana Jarmine.[5]

### Drama
Petričević je režirao nekoliko kazališnih predstava.